# 埃爾布里奇 (紐約州)
埃爾布里奇（英語：Elbridge）是位於美國紐約州奧農達加縣的村。

## 人口
根據2020年美國人口普查的數據，埃爾布里奇的面積為2.58平方千米，皆為陸地。當地共有人口921人，而人口密度為每平方千米357人。